# Monjo vora el mar
Monjo vora el mar (alemany: Der Mönch am Meer) és una pintura a l’oli de l’artista romàntic alemany Caspar David Friedrich, creada entre 1808 i 1810. Es va exposar per primera vegada el 1810 a l'Acadèmia de les Arts de Berlín  juntament amb Abadia en la roureda, i el rei Frederic Guillem III les va adquirir per a la seva col·lecció. Avui, ambdues obres es troben a l'Alte Nationalgalerie de Berlín.
La composició, considerada radical per la manca de profunditat i elements convencionals, mostra un monjo solitari davant un vast mar i cel gris, simbolitzant la petitesa humana davant la immensitat de la natura i la divinitat. Friedrich va eliminar elements com vaixells inicialment pintats per aconseguir una imatge més minimalista.
L’obra, controvertida en el seu temps, va influir en artistes posteriors com Courbet, Whistler i els expressionistes. També ha estat vinculada a l’art abstracte pel seu ús de l’espai i la sublimitat, inspirant figures com Mark Rothko i Gotthard Graubner.